# We’re All Somebody from Somewhere
We’re All Somebody from Somewhere – pierwszy album solowy amerykańskiego wokalisty Stevena Tylera, znanego z występów w zespole Aerosmith. Wydawnictwo ukazało się 15 lipca 2016 roku nakładem wytwórni muzycznej Dot Records.
Album dotarł do 19. miejsca listy Billboard 200 w Stanach Zjednoczonych sprzedając się w nakładzie 17 tys. egzemplarzy w przeciągu tygodnia od dnia premiery. Nagrania trafiły ponadto m.in. na listy przebojów w Niemczech, Australii, Austrii oraz Szwajcarii.

## Lista utworów
| Nr  | Tytuł utworu                        | Autorzy                                              | Długość |
| --- | ----------------------------------- | ---------------------------------------------------- | ------- |
| 1.  | „My Own Worst Enemy”                | Steven Tyler, Brad Warren, Brett Warren              | 5:11    |
| 2.  | „We're All Somebody from Somewhere” | Tyler, Jaren Johnston                                | 2:57    |
| 3.  | „Hold On (Won't Let Go)”            | Tyler, Jason Boyd, Jared Gutstadt, Jeff Peters       | 2:53    |
| 4.  | „It Ain’t Easy”                     | Tyler, Cary Barlowe, Nathan Barlowe, Hillary Lindsey | 4:05    |
| 5.  | „Love Is Your Name”                 | Lindsey Lee, Eric Paslay                             | 3:30    |
| 6.  | „I Make My Own Sunshine”            | Alyssa Bonagura                                      | 3:01    |
| 7.  | „Gypsy Girl”                        | Tyler, Ross Copperman, David Hodges                  | 4:29    |
| 8.  | „Somebody New”                      | Tyler, Brett James, Lindsey, Troy Verges             | 4:11    |
| 9.  | „Only Heaven”                       | Tyler, Rhett Akins, Chris DeStefano                  | 3:24    |
| 10. | „The Good, the Bad, the Ugly & Me”  | Tyler, Brad Warren, Brett Warren                     | 3:28    |
| 11. | „Red, White & You”                  | Tyler, Nathan Barlowe, Levi Hummon, Jon Vella        | 3:02    |
| 12. | „Sweet Louisiana”                   | Tyler, Cary Barlowe, Nathan Barlowe, Lindsey         | 3:02    |
| 13. | „What Am I Doin' Right?”            | Tyler, Brad Warren, Brett Warren                     | 3:25    |
| 14. | „Janie’s Got a Gun”                 | Tyler, Tom Hamilton                                  | 3:29    |
| 15. | „Piece of My Heart”                 | Bert Berns, Jerry Ragovoy                            | 4:22    |
|     |                                     |                                                      | 54:29   |